# قاعدة الدوحة الجوية الدولية
قاعدة الدوحة الجوية الدولية المعروف أيضا باسم مخيم سنوبي هو منشأة عسكرية أمريكية تقع في مطار الدوحة الدولي في الدوحة، قطر والتي تم تشغيله في الفترة من 1991 إلى 1993 ثم من 1996 حتى 2004.

## التاريخ
عقب حرب الخليج الثانية عام 1991 وقعت الولايات المتحدة وقطر سرا اتفاقية تعاون دفاعي وفرت للقوات الأمريكية القدرة على إقامة عمليات هنا. كان معسكر سنوبي أحد القواعد التي من شأنها أن تخرج من هذا الاتفاق. كانت القاعدة قد أغلقت عندما انسحبت القوات من الشرق الأوسط بعد حرب الخليج الثانية ولكنها أعيد فتحها في عام 1996.
شهد عام 2000 توسعا سريعا من قبل الحرس الوطني للطيران في ولاية بنسلفانيا وأوهايو وسيبيس البحرية الأمريكية وشمل ذلك إضافة 15 مشروع لحماية القوة ونقاط دخول أمنية مشددة وبيوت ومرافق صيانة الطائرات وكلها جعلت أكثر صعوبة من قبل الخرسانة الذي يشبه صحارى قطر. كان لخطة العمل مهندسين يسكبون 650 قدم مكعب من الخرسانة (500 متر مكعب) مما أدى إلى نقل 10،000 قدم مكعب (7600 متر مكعب) من الصخور الصحراوية الأمر الذي بذل المزيد من الجهد للتحرك مقارنة بالرمل الذي يشكل معظم الصحاري في المنطقة وإقامة 50 ألف رطل من الصلب. شمل العمل أيضا بناء 32 مخبأ سكود ووضع خمسة أبراج وبناء 180 قدم (55 مترا) من جدار الانفجار وبناء ميل من الطرق وحفر ميل من الخنادق. كانت الحرارة الموضوع المشترك في جميع أنحاء النشر. كان يجب أن تظل الأبواب مغلقة أو يمكن أن ترتفع درجات الحرارة العالية بما فيه الكفاية في الداخل لتحريك مرشات قمع الحرائق ويجب أن تكون مبردة قبل الدخول. مع ارتفاع درجات الحرارة كل يوم وضع حراس الطرق للعمل من خلال خطر الصحراء. شملت هذه الأوقات 4 صباحا ومآوي مكيفة في كل موقع عمل. في أواخر عام 2002 وسعت الموجة الثانية من المشاريع الهندسية توسيع القاعدة بإضافة المزيد من وسائل الراحة الأساسية إلى المخيم المجرد سابقا مثل حوض سباحة صغير ومقطورات تحل محل الخيام لمرفق الطعام وإضافة مكتب بريد أكبر للتعامل مع تدفق البريد التي جاءت مع زيادة عدد القوات. قبل أواخر عام 2002 تم تشييد قوات متمركزة في معسكر سنوبي ساعة في كل طريق إلى قاعدة العديد الجوية الأساسية للاستجمام والاستخدام.
في مايو 2002 أعلنت الخطوط الجوية القطرية عن خطط التوسع والتجديد الجديدة لمطار الدوحة الدولي بما في ذلك استعادة العقارات التي يقع عليها معسكر سنوبي. هذا إلى جانب التوسع في العديد وإنشاء قواعد أمريكية في العراق أنهى الحاجة إلى معسكر سنوبي وأغلق في عام 2004. يقول أحد الحسابات أن القاعدة سميت سنوبي نظرا لكمية كبيرة من التطفل التي تم القيام بها على طول قاعدة من قبل السكان المحليين الغريبين من الدوحة المجاورة في حين يدعي آخر أنه يرجع إلى العدد الكبير من الكلاب الوحشية التي تجوب القاعدة عندما تم إنشاؤه في البداية.

## المهمة
معسكر سنوبي في الدوحة كانت قطر في ذروة أكبر قاعدة ما قبل تحديد المواقع خارج الولايات المتحدة. نقل قدر كبير من هذه المعدات من قطر إلى الكويت خلال الأشهر الأخيرة قبل غزو العراق عام 2003. كان معسكر سنوبي قد قام بتخزين ما يكفي من المعدات لاستيعاب لواء مع كتيبة مدرعة وآلية واحدة فضلا عن معدات لوحدات دعم الخدمة القتالية. يمكن نقل القوات لاستخدامها جوا وجاهزة للعمل في غضون 96 ساعة. خلافا للكويت سوف تتقدم الأطراف المتقدمة إلى قطر وتقطب المعدات وتستخدم ناقلات المعدات الثقيلة التجارية لنقلها إلى الميناء ليتم تحميلها على السفن لنقلها إلى منطقة القتال. كما أنها كانت موطنا لمجموعة الطائرات الجوية 64 التابعة للقوات الجوية الأمريكية التي تم توسيعها لتصبح الجناح العسكري الرابع والستين قبل غزو العراق. الرابع والستون في المقام الأول قام بتشغيل العلامة التجارية الجديدة بوينغ سي-17 غلوب ماستر 3. كان سنوبي بمثابة نقطة الانطلاق النهائية للأفراد والمعدات التي توجهت إلى أفغانستان.
في أواخر عام 2002 نظرا لموقعها - ما يقرب من ما يكفي للعراق لجعل التحول السريع حولها ولكن بعيدا بما فيه الكفاية بعيدا عن أن لا يكون هدفا سهلا - تم اختيار معسكر سنوبي لاستضافة مفرزة قيادة العمليات الخاصة للقوات الجوية من تشغيل القتال ماك-130 تالون. أدت إضافة طراز ماك-130 وطواقمها الداعمة إلى جانب زيادة عامة في إجمالي القوى العاملة إلى إعادة تصميم الرابعة والستون من مجموعة إلى جناح في ديسمبر 2002. نظرا لمحدودية المساحة المنحدرة تم تحويل مهمة النقل الجوي إلى حد كبير إلى منطقة العديد بحلول يناير 2003 مع التركيز الرئيسي على تشغيل قوة العمليات الخاصة الموجودة هناك. سيستمر ذلك إلى أن يتم إغلاق القاعدة في عام 2004. كانت القاعدة أيضا بمثابة نقطة توزيع البريد المركزي للقواعد في أفغانستان مع تسليم جميع البريد إلى القاعدة وفرزها ثم وضعها على الطائرات لتسليمها إلى قواعد فردية في أفغانستان. خلال ديسمبر 2002 قام هذا المركز البريدي بمعالجة ما متوسطه 3000 رطل من البريد يوميا ويعمل 24 ساعة في اليوم. كان عنوان البريد الإلكتروني لقاعدة الدوحة الجوية الدولية خلال العملية هو أبو أبو إ 09310.

## الوحدات
- المجموعة الجوية الاستكشافية الرابعة والستون
- نشر كتيبة التموين رقم 260 التابعة للجيش الأمريكي وكتيبة التموين 559 في قاعدة الدوحة الجوية الدولية في عامي 2002 و 2003.
- قيادة عتاد الجيش - الأمامي، جنوب غرب آسيا تم وضعه بشكل دائم هنا.

## أشخاص بارزون
اللواء (وقتها العميد) وينفيلد و. سكوت الثالث عمل كقائد من مارس حتى مايو 2003.
الرقيب الرئيسي الأول روبرت ه. براون الابن 1999.

## وصلات خارجية
- سيناريوهات الغزو المحتملة: التحليل العسكري
- موقع الأمن العالمي
- إشعار إغلاق سنوبي
- زيارة رئيس أركان القوات الجوية 64 إو، مايو 2003